# Бабаева, Зибейда Ахмед кызы
Зибейда Ахмед кызы Бабаева (азерб. Zibeydə Əhməd qızı Babayeva; 4 [17] апреля 1906, Икинчи Махмудлу, Кавказское наместничество — 12 февраля 2001, Икинчи Махмудлу, Физулинский район) — советский азербайджанский хлопковод, Герой Социалистического Труда (1948).

## Биография
Родилась 4 апреля 1906 года в селе Махмудлы Вторые Джебраильского уезда Елизаветпольской губернии (ныне Физулинский район Азербайджана).
С 1930 года колхозница, звеньевая колхоза имени Н. Нариманова (бывший имени Джапаридзе) Физулинского района Азербайджанской ССР. В 1947 году получила урожай хлопка 86,4 центнера с гектара на площади 5 гектаров.
Указом Президиума Верховного Совета СССР от 10 марта 1948 года за получение в 1947 году высоких урожаев хлопка Бабаевой Зибейде Ахмед кызы присвоено звание Героя Социалистического Труда с вручением ордена Ленина и золотой медали «Серп и Молот».
Скончалась 12 февраля 2001 года в родном селе.